# Operatie Provide Comfort II
Operatie Provide Comfort II was een militaire operatie in Noord-Irak die duurde van 24 juli 1991 tot 31 december 1996. Het doel was de bescherming van en de hulpverlening aan de Koerden in het noorden van Irak. In totaal werden zo'n 42.000 vliegtuig- en 62.000 helikoptervluchten uitgevoerd.

## Begin

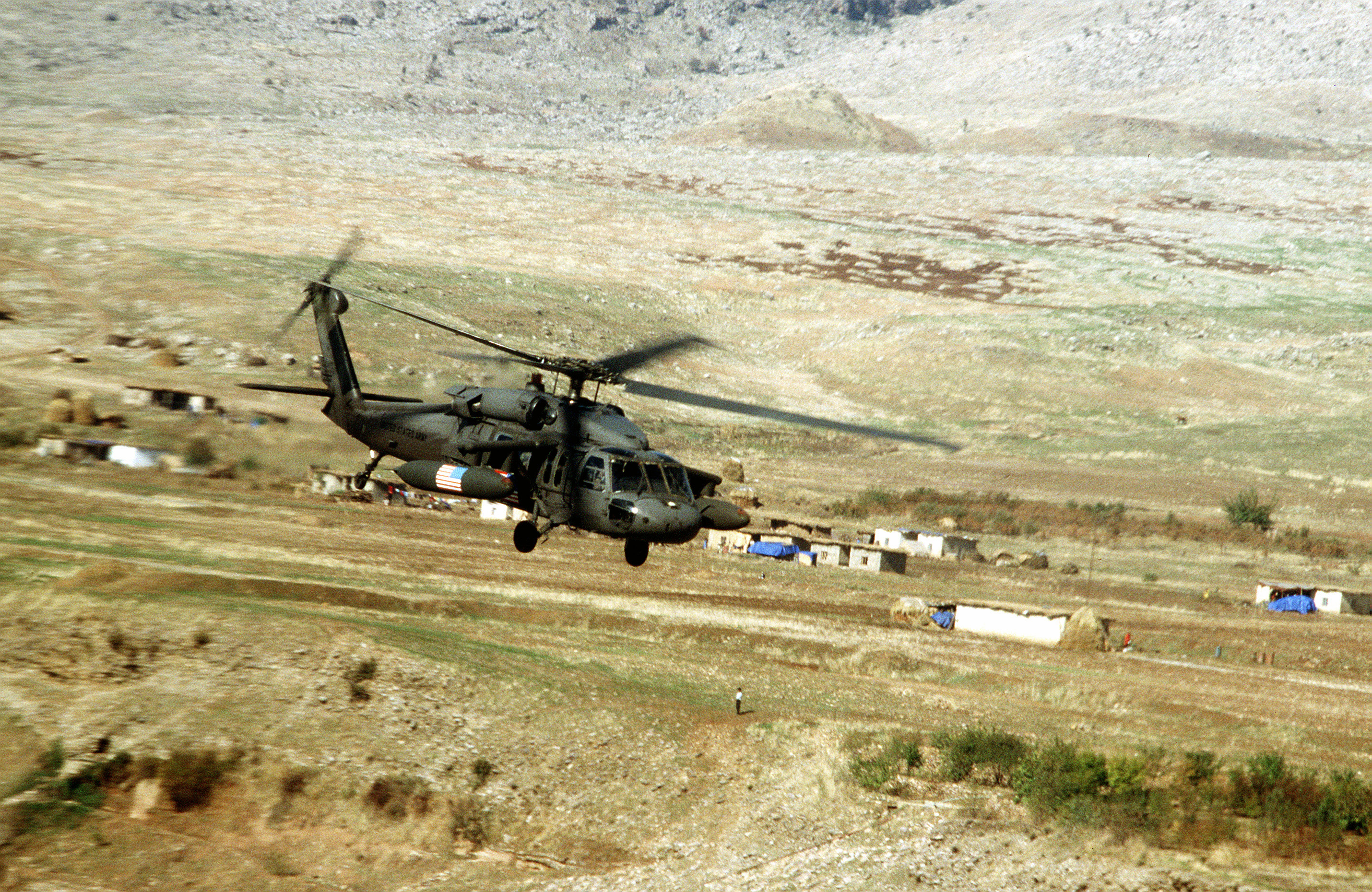
Een UH-60 Black Hawk-helikopter boven een Koerdisch dorp op 17 november 1993.

Provide Comfort II was de voortzetting van Provide Comfort die van 6 april tot 24 juli 1991 geduurd had en die op vraag van de Verenigde Naties een snelle hulp- en beschermingsmacht op de been had gebracht voor de Koerdische vluchtelingen in Noord-Irak die bedreigd werden door het Iraakse leger onder Saddam Hoessein. Die missie eindigde op 24 juli 1991 en werd op dezelfde dag opgevolgd door Provide Comfort II.

## Verloop

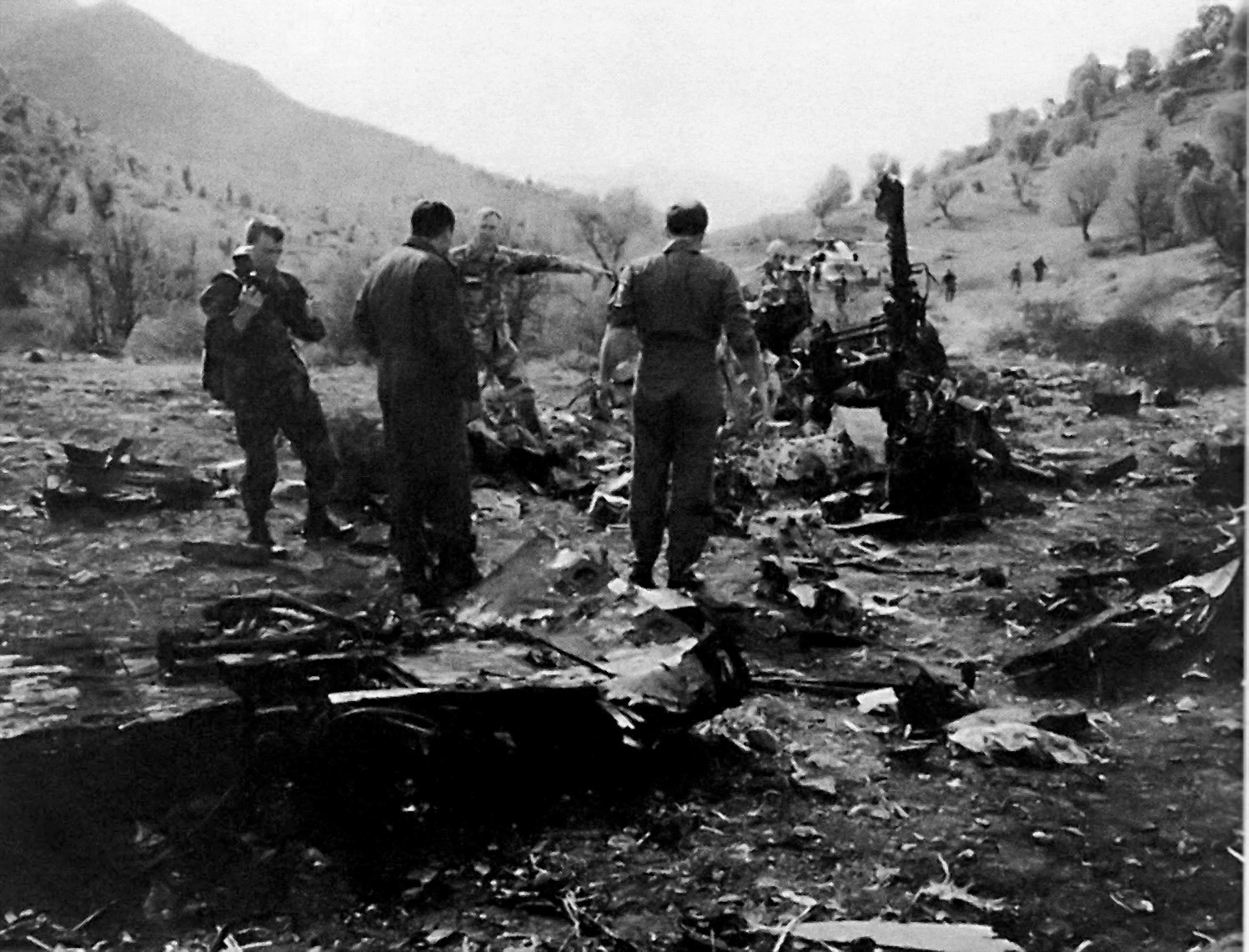
Onderzoek van het wrak van een van de door eigen vuur neergeschoten helikopters op 15-16 april 1994.

Het belangrijkste doel van deze operatie was de bewaking van Noord-Irak tegen het Iraakse leger dat ondanks dat het verslagen werd in de Golfoorlog een bedreiging bleef vormen.
Geregeld werden vliegtuigen op missie gevolgd door Iraakse radarinstallaties en soms zelfs beschoten met luchtdoelraketten. Als antwoord hierop vuurde men terug op deze installaties.
Op 14 april 1994 was er een incident waarbij twee Amerikaanse F-15 Eagles op patrouille twee UH-60 Black Hawk-helikopters aanzagen voor Iraakse Mil Mi-24 Hinds.
Ze haalden de twee helikopters neer. Hierbij kwamen 26 Amerikanen, Britten, Fransen, Turken en Koerden om.
In oktober 1995 namen de VN het humanitaire gedeelde van de operatie over.

## Einde

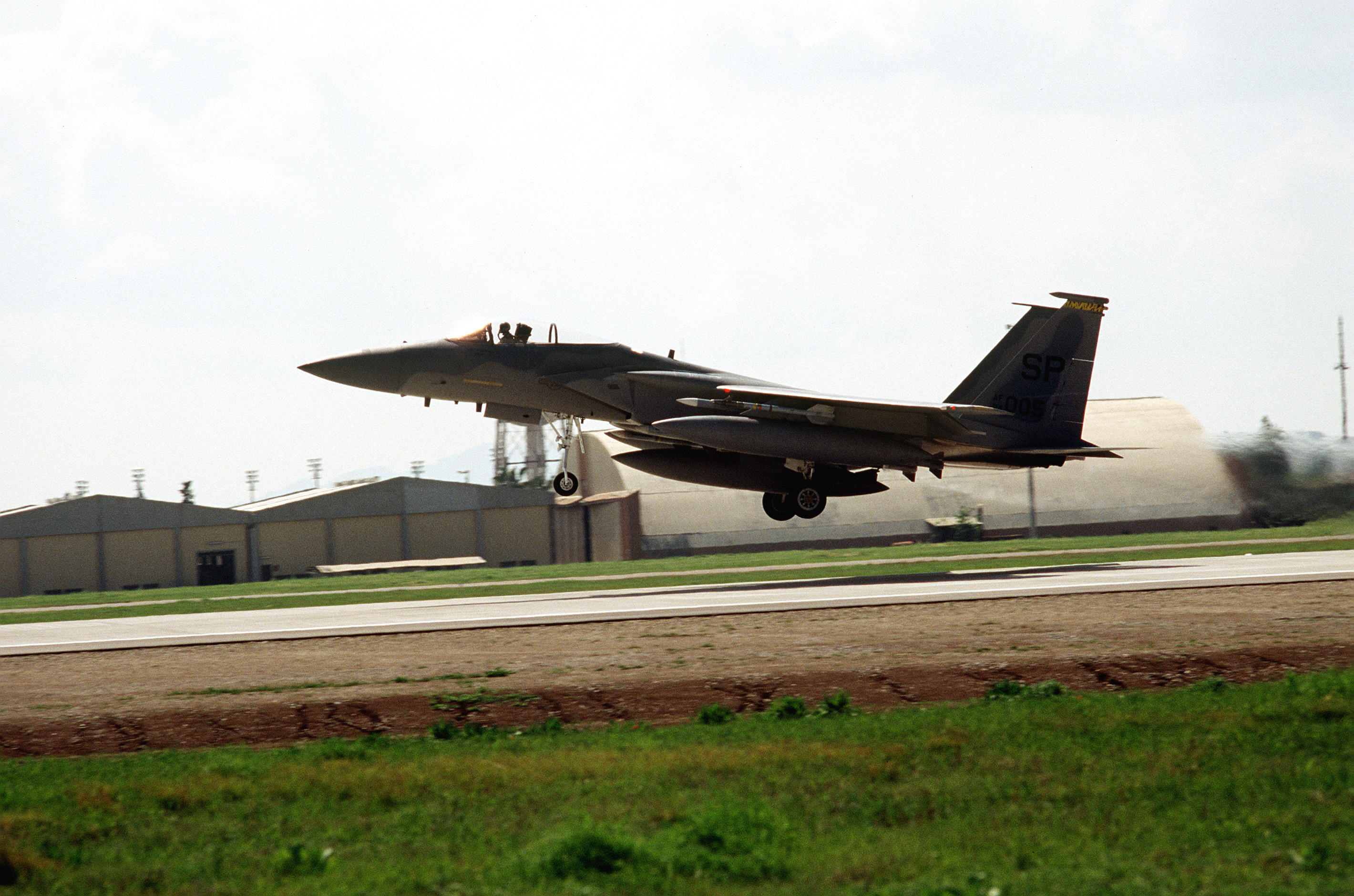
Een F-15 Eagle van de USAF vertrekt op missie vanaf de Incirlik Air Base in Zuidoost-Turkije op 1 mei 1995.

In augustus 1996 braken onregelmatigheden uit tussen de Koerdische partijen PUK en KDP. Op 31 augustus kwam die laatste tot een overeenkomst met Irak om de stad Irbil, die onder controle van de PUK stond en in het operatiegebied van Provide Comfort II lag, aan te vallen. Aldus geschiedde en op 2 september werden de manschappen in het gebied teruggetrokken.
Vervolgens begon Operatie Desert Strike met raketaanvallen op Iraakse doelwitten. De operatie werd officieel beëindigd op 31 december 1996. Omdat er nog steeds controle op het Noord-Iraakse luchtruim nodig was begon op 1 januari 1997 Operatie Northern Watch.

## Deelnemende landen
- Frankrijk
- Turkije
- Verenigd Koninkrijk
- Verenigde Staten